# Prosōdia
Prosōdia («Просодия») — литературно-исследовательский журнал о поэзии, издаваемый в Ростове-на-Дону с 2014 года. Учредитель журнала — АНО «Инновационные гуманитарные проекты», журнал зарегистрирован как СМИ. Концепция издания предполагает внимание к опыту чтения и понимания стихов, а также уважение к филологическим навыкам чтения текста. Позиционируется как журнал для читателей поэзии, сочетающий академичность и доступность.

## История журнала
Создатель и главный редактор журнала Владимир Козлов, поэт, журналист, доктор филологических наук, с 2007 по 2019 годы работавший в Южном федеральном университете. Первый номер журнала был презентован в Ростове-на-Дону в сентябре 2014 года в рамках научного семинара «Языки современной поэзии». Древнегреческое слово «просодия» означает звуковой строй речи, а также науку, её изучающую.
Периодичность выпуска — два номера в год.
Усилиями редактора журнала Владимира Козлова под эгидой Prosōdia в Ростове-на-Дону проводятся «Дни современной поэзии».
В январе 2016 года журнал Prosōdia появился в литературном интернет-проекте «Журнальный зал» в разделе «Новое в ЖЗ».
В феврале 2022 года журнал был оштрафован на 30 тыс. рублей, а главный редактор журнала — на 5 тыс. рублей за цитирование матерной переписки Ивана Тургенева.

## Цитаты
- «Я думаю, это пока проект читателя. Есть издания, которые формируют свою аудиторию форматом, и я сторонник такого подхода. Сначала появляется претензия на оригинальный продукт, а потом становится понятно, нужен он или не нужен. Prosōdia для тех, кто интересуются тем, что происходит в поэзии. Существующие журналы публикуют новые массивы текстов — они не очень помогут человеку, который не в теме, но интересуется современной поэзией. А мы в большей степени делаем журнал для читателей поэзии, чем для её авторов»[7] — Владимир Козлов, 2014.

## Книжные издания журнала
Под маркой журнала Prosōdia выходят книги. Например, в 2016 году совместно с московским поэтическим издательством «Воймега» выпущена антология «Поэты Первой мировой. Германия, Австро-Венгрия» в переводах Антона Чёрного.